# Корониды
Корони́ды (др.-греч. Κορωνίδες) — героини древнегреческой мифологии. Их звали Метио́ха (Μητιόχη) и Мени́ппа (Μενίππη), они были дочерьми Ориона и красавицы Сиде (Σίδη, Side «гранат»). Воспитывались у матери. Афина научила их ткачеству, Афродита дала красоту. Когда Аонию (древнее название Беотии) охватила чума, Гортинский Аполлон приказал принести в жертву двух девушек двум подземным богам. Трижды воззвав к богам, они вонзили себе ткацкие челноки около ключиц и вскрыли горло. Вместо них с земли поднялись две звезды, названные кометами. В Орхомене соорудили их святилище.
Также имя Короны носили их сыновья — два близнеца из Фив, внуки Ориона. По Овидию, они родились из пепла умерших матерей.
В честь Мениппы был назван астероид (188) Мениппа, открытый в 1878 году.